# Medicine (Bring Me the Horizon)
Medicine is een nummer van de Britse rockband Bring Me the Horizon uit 2019. Het is de derde single van hun zesde studioalbum Amo.
In het nummer verwerkt zanger Oliver Sykes zijn frustraties over zijn op de klippen gelopen relatie. Hij is begin 2016 namelijk op niet al te beste voet gescheiden van zijn ex-vrouw. "Medicine" werd in het Verenigd Koninkrijk een bescheiden hit met een 42e positie. In Nederland haalde het nummer geen hitlijsten, terwijl in Vlaanderen de Tipparade werd gehaald.